# Lewisville (Texas)
Lewisville város az USA Texas államában, Dallas és Denton megyében. Lakosainak száma 111 822 fő (2020. április 1.).

## Népesség
A település népességének változása:

| 2010 | 95 290  |
| 2020 | 111 822 |